# 宇宙飛行士記念博物館
宇宙飛行士記念博物館（ロシア語:Мемориальный музей космонавтики）は、ロシアの首都モスクワにある宇宙開発専門の博物館。宇宙征服者のオベリスクというモニュメントの1階部分に位置している。モスクワ・コスモミュージアムとも呼ばれている。
宇宙服や実物のロケットなど、宇宙に関連した様々な展示物や模型を見ることができ、ロシア観光委員会によれば約85,000点の品物を保有しており、入館者数は年間約300,000人。

## 概要
モニュメント自体は1964年に建てられたものの、博物館は当時存在しなかった。ユーリイ・ガガーリンが地球の軌道を周回した日から20周年にあたる1981年4月10日に開館式が催された。
人類初の宇宙飛行士ユーリイ・ガガーリンが使用したSK-1宇宙服、ソユーズ宇宙船など、貴重な資料が展示されている。
2009年の宇宙飛行士の日、3年の改修工事を経て博物館がリニューアルオープンし、以前のおよそ3倍の規模になった。また元々当博物館は主にソビエト連邦の宇宙開発にのみ焦点を合わせていたが、アメリカや欧州、中国、ISSといった世界の宇宙開発を扱う新しいセクションができた。

## ギャラリー

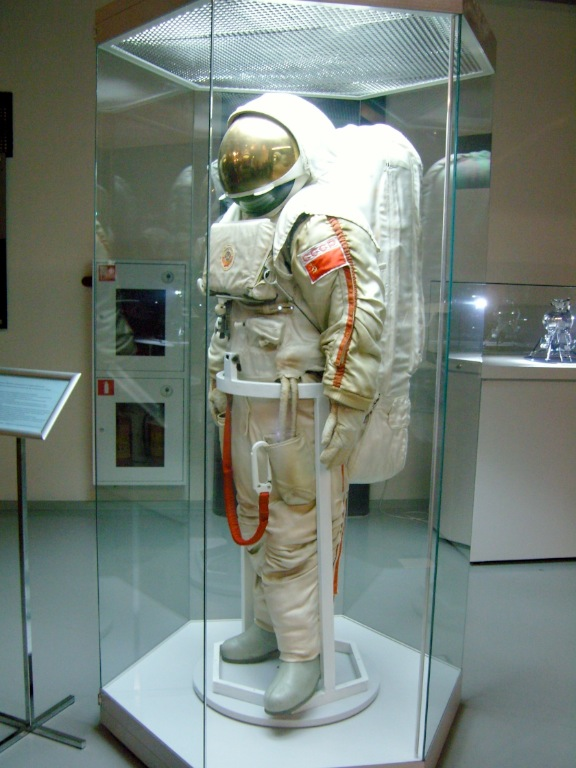
クレチェット-94月面宇宙服
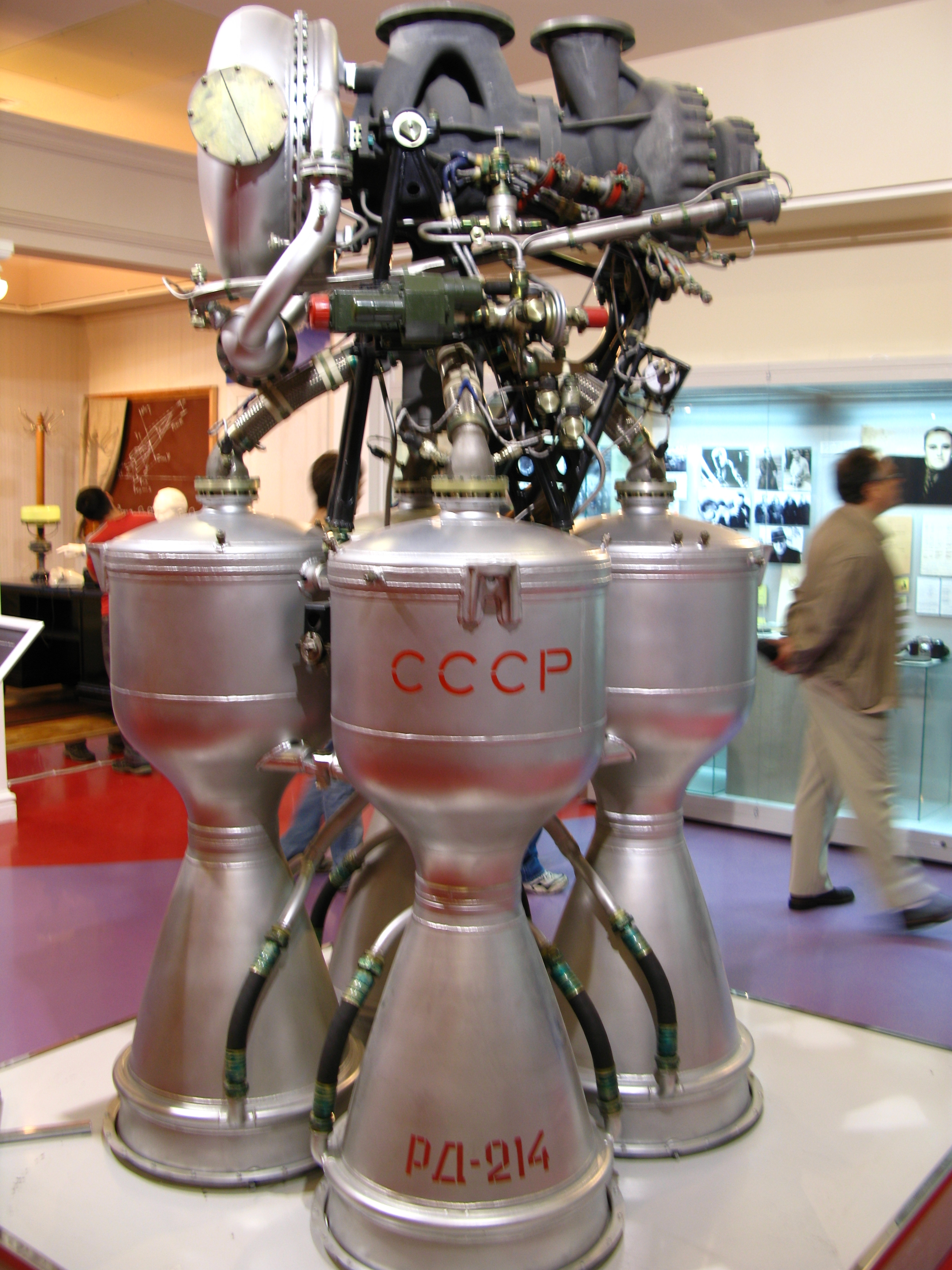
RD-270ロケットエンジン
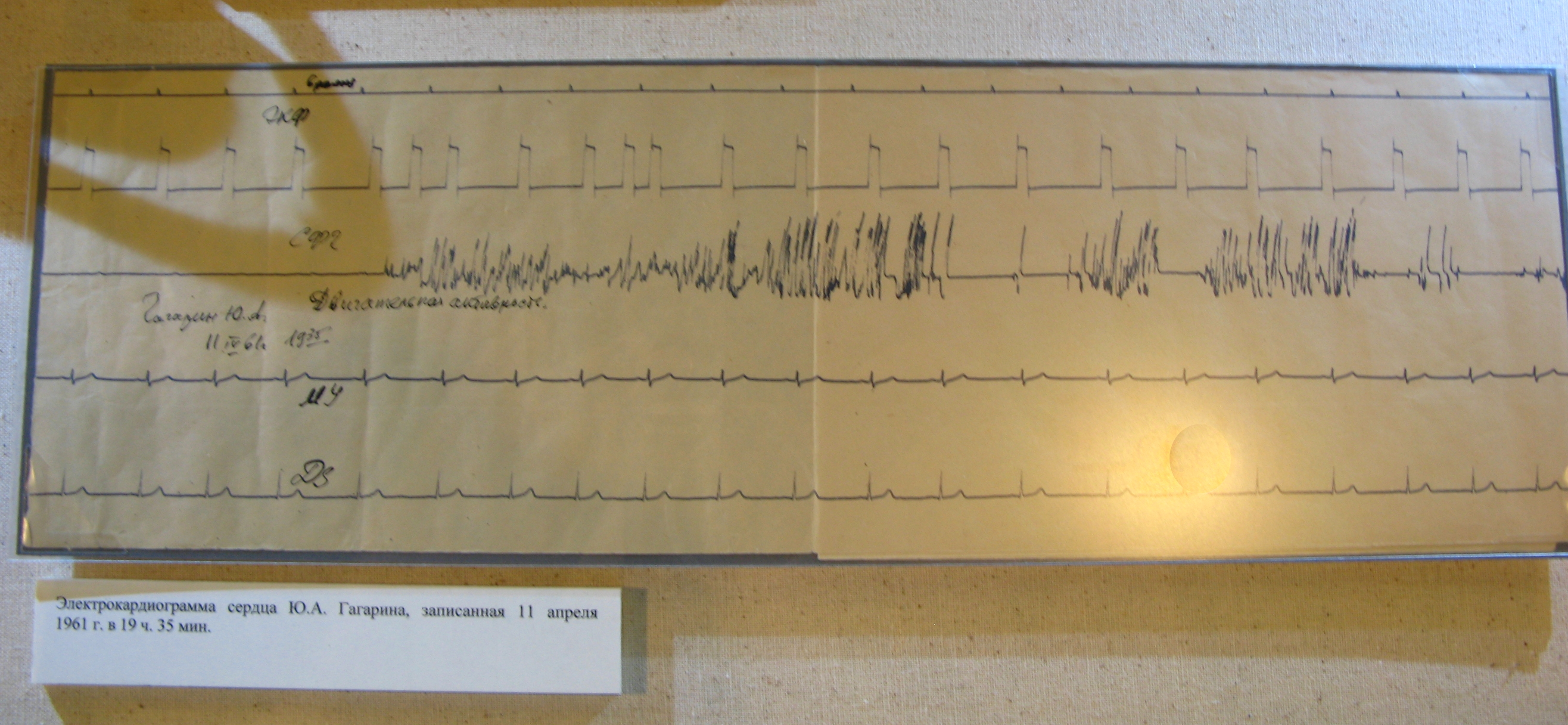
ガガーリンの心電図。人類初の宇宙飛行の前日に測定された
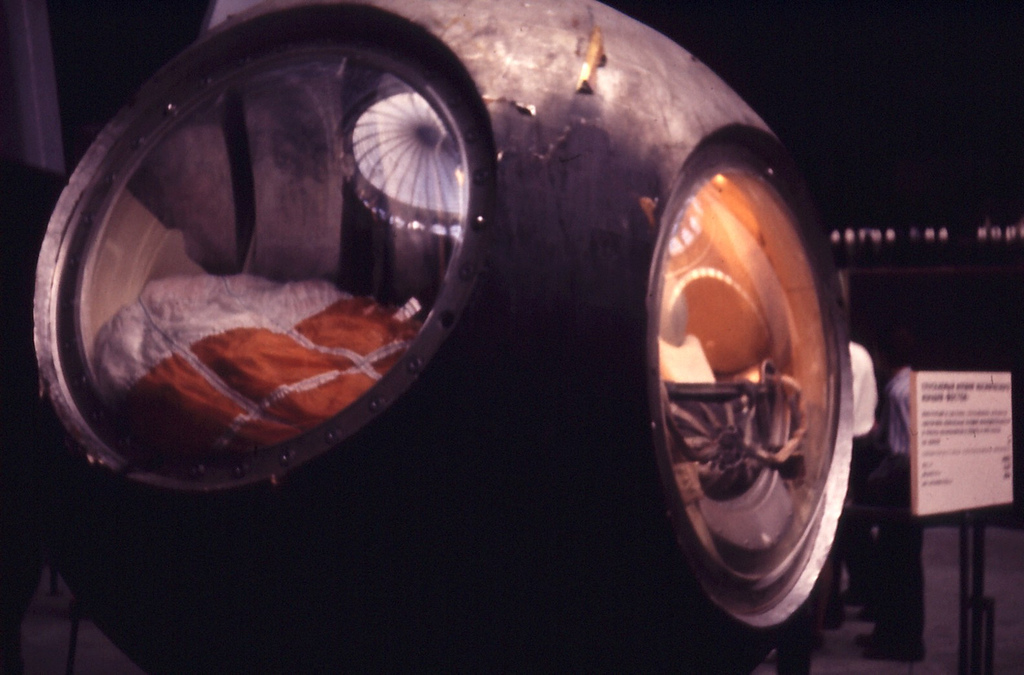
ガガーリンが搭乗したボストーク1号のカプセル
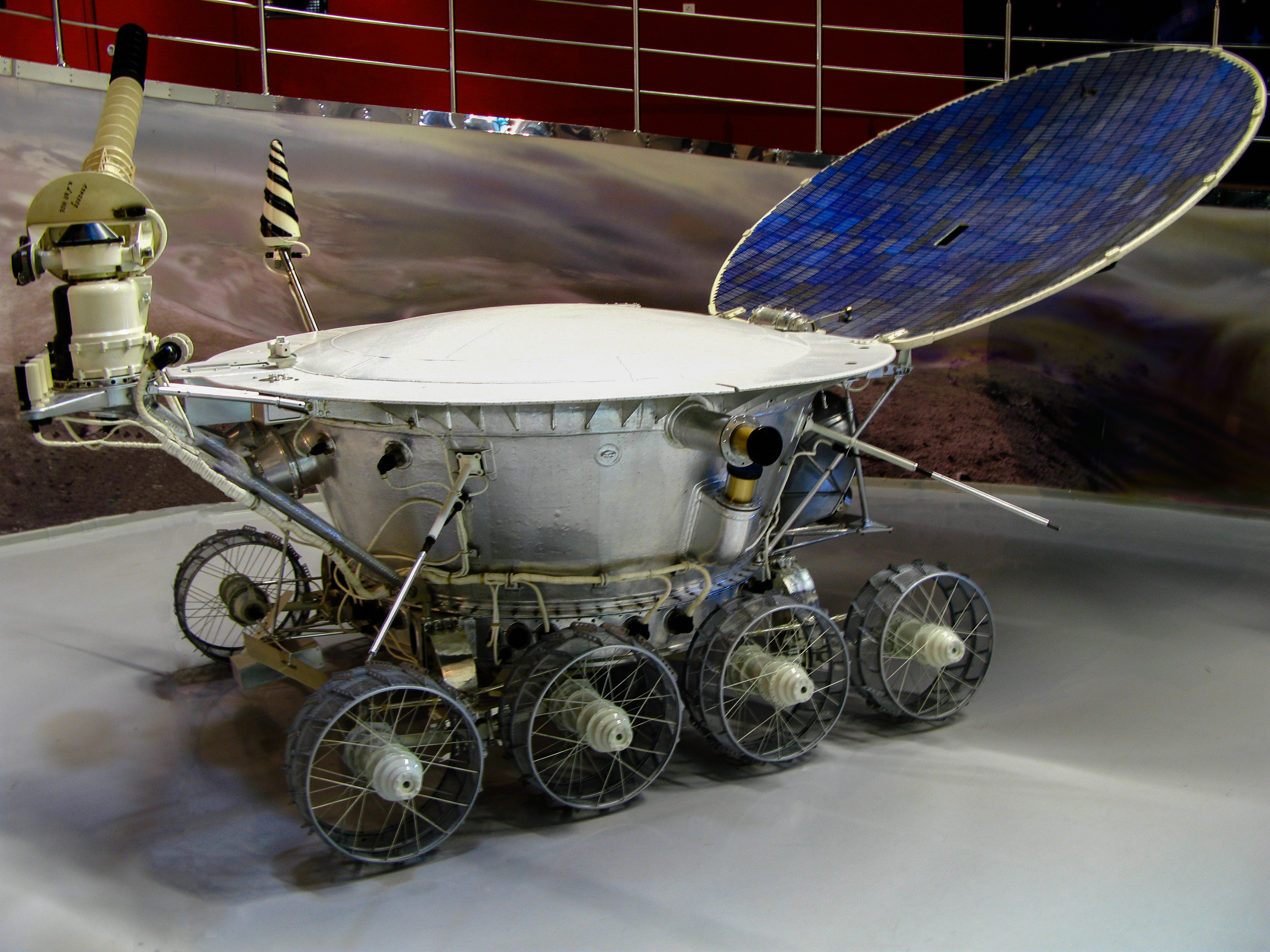
世界初の月面車ルノホート1号
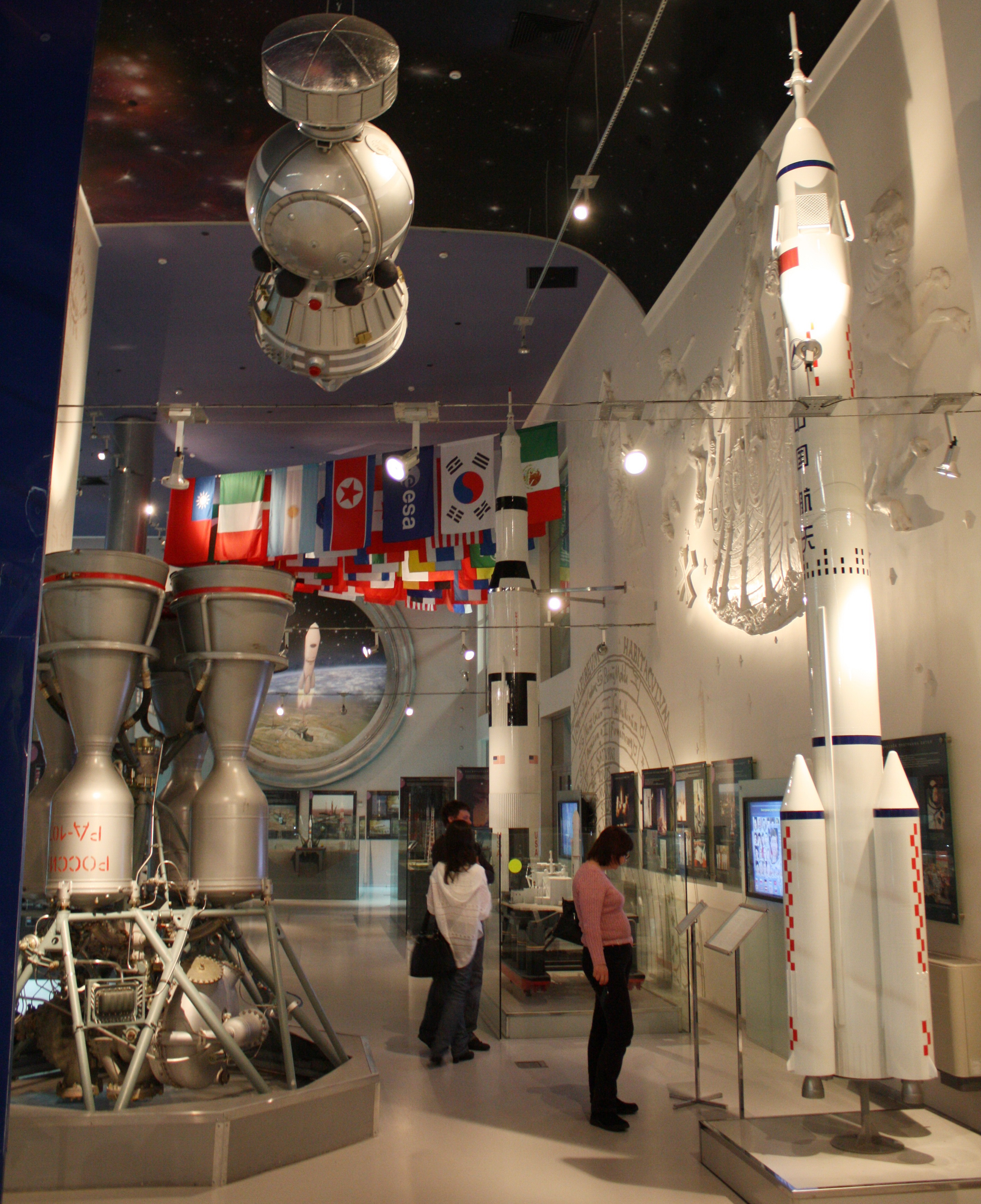
中国やアメリカのロケットが見える